# Pont de Bois (stacja metra)
Pont de Bois – stacja metra w Lille, położona na linii 1. Znajduje się w Villeneuve-d’Ascq, w dzielnicy Pont-de-Bois. Obsługuje głównie Uniwersytet Lille III i jest najbliższą stacją do stadionu Nord Lille Métropole.
Została oficjalnie otwarta 25 kwietnia 1983 przez ówczesnego prezydenta Republiki Francuskiej François Mitterranda.